# Waves (Rachel Platten)
Waves è il quarto album in studio della cantautrice statunitense Rachel Platten, pubblicato il 27 ottobre 2017.

## Tracce
1. Perfect for You – 3:36
2. Whole Heart – 3:11
3. Collide – 3:25
4. Keep Up – 3:35
5. Broken Glass – 2:59
6. Shivers – 2:55
7. Loose Ends – 3:31
8. Labels – 2:59
9. Loveback – 3:22
10. Hands – 3:54
11. Fooling You – 3:49
12. Good Life – 3:46
13. Grace – 4:19